# Oekiar
Oekiar ist ein osttimoresischer Ort in der Aldeia Made Bau (Suco Atabae, Verwaltungsamt Atabae, Gemeinde Bobonaro). Er liegt in einer Meereshöhe von 37 m.
Das kleine Dorf befindet sich am Südufer des Flusses Lóis. Eine Straße führt entlang des Flusses und verbindet Oekiar mit Lóis-Nunudoi im Südosten und Malehan im Westen.